# Pravda, Silistra
Pravda (în bulgară Правда, în română Dogrular) este un sat în comuna Dulovo, regiunea Silistra, Dobrogea de Sud, Bulgaria. 
Între anii 1913-1940 a făcut parte din plasa Accadânlar a județului Durostor, România. Lângă localitate a mai existat o așezare (azi dispărută) numită Damadaș în timpul administrației românești și Zagrad în bulgară.

## Demografie
Componența etnică a satului Pravda
     Turci (79,78%)
     Bulgari (2,39%)
     Romi (16,5%)
     Nicio identificare (1,31%)
La recensământul din 2011, populația satului Pravda era de 1.751 locuitori. Din punct de vedere etnic, majoritatea locuitorilor (79,78%) erau turci, existând și minorități de romi (16,5%) și bulgari (2,39%). Pentru 1,31% din locuitori nu este cunoscută apartenența etnică.

### Recensământul românesc din 1930
Componența etnică a comunei Dogrular (județul Durostor)
     Români (3,89%)
     Bulgari (1,65%)
     Turci (89,56%)
     Romi (4,18%)
     Armeni (0,72%)
Componența confesională a comunei Dogrular
     Ortodocși (5,6%)
     Musulmani (93,68%)
     Armeano-gregorieni (0,72%)
Conform recensământului efectuat în 1930, populația comunei Dogrular se ridica la 1.696 locuitori. Majoritatea locuitorilor erau turci (89,56%), cu o minoritate de români (3,89%), una de bulgari (1,65%), una de romi (4,18%) și una de armeni (0,72%). Din punct de vedere confesional, majoritatea locuitorilor erau musulmani (93,68%), dar existau și ortodocși (5,60%) și armeano-gregorieni (0,72%).